# Seleção Brasileira de Goalball
A Seleção Brasileira de Goalball é a seleção nacional de goalball adulta profissional brasileira feminina e masculina, organizada e gerenciada pela Confederação Brasileira de Desportos de Deficientes Visuais (CBDV).

## Títulos no masculino
- Campeonato Mundial: 2 (2014[1] e 2018[2])
- Jogos Parapan-Americanos: 3 (2011, 2015 e 2019[3])
- Campeonato das Américas: 1 (2017)

## Títulos no feminino
- Jogos Parapan-Americanos: 2 (2015 e 2019[3])
- Mundial de Jovens: 1 (2019[4])